# Patricia Kennedy Lawford
Patricia Helen "Pat" Kennedy Lawford (Brookline, 6 de mayo de 1924 - Nueva York, 17 de septiembre de 2006) fue una socialité estadounidense, sexta de los nueve hijos de Joseph P. Kennedy y Rose Fitzgerald, y por tanto hermana del presidente John F. Kennedy y de los senadores Robert F. Kennedy y Ted Kennedy.

## Vida
El proyecto empresarial de su padre en la compañía cinematográfica RKO Radio Pictures influyó en su interés por Hollywood. Después de graduarse de Rosemont College, se trasladó allí con la esperanza de convertirse en productora y directora de cine como su padre, aunque al ser mujer en la década de 1950 sólo pudo optar a ayudante de producción en el programa de radio de Kate Smith y más tarde en Family Theater and Family Rosary Crusade del Padre Peyton. 
Conoció al actor británico Peter Lawford a través de su hermana Eunice en la década de 1940 y volvieron a encontrarse en repetidas ocasiones hasta que 1953 Lawford la cortejó brevemente y anunció oficialmente su matrimonio en febrero de 1954. Se casaron el 24 de abril de 1954, en la Iglesia Católica de St. Thomas More en la ciudad de Nueva York, dos semanas antes de su trigésimo cumpleaños. Se establecieron en Santa Mónica, California, y muchas veces socializaron con la actriz Judy Garland y su familia. 
Con el ingreso de Peter en el Rat Pack su relación se deterioró paulatinamente. Tras los escarceos sentimentales y los problemas con el alcohol de Peter, poco después del asesinato de John F. Kennedy, Pat presentó una separación legal y la pareja se divorció oficialmente en 1966. De acuerdo con sus creencias religiosas, Patricia no volvió a casarse.
La pareja tuvo cuatro hijos:
- Christopher Kennedy Lawford (29 de marzo de 1955, Santa Mónica, California - 4 de septiembre de 2018, Vancouver, Canadá).
- Sydney Maleia Kennedy Lawford (25 de agosto de 1956, Santa Mónica, California).
- Victoria Francis Lawford (4 de noviembre de 1958, Santa Mónica, California).
- Robin Elizabeth Lawford (2 de julio de 1961).

## Últimos años
Colaboró activamente en las campañas políticas de sus hermanos y tras su divorcio, Patricia Kennedy combatió su adicción al alcohol y un cáncer. Asimismo, trabajó en la Biblioteca y Museo Presidencial de John F. Kennedy, así como en el Centro Nacional de Adicción y fue una de las fundadoras del Comité Nacional de las Artes Literarias.
Murió a la edad de 82 años en su casa de Manhattan de un cáncer de boca. Fue enterrada en el cementerio de Southhampton.